# Hawaii lúd

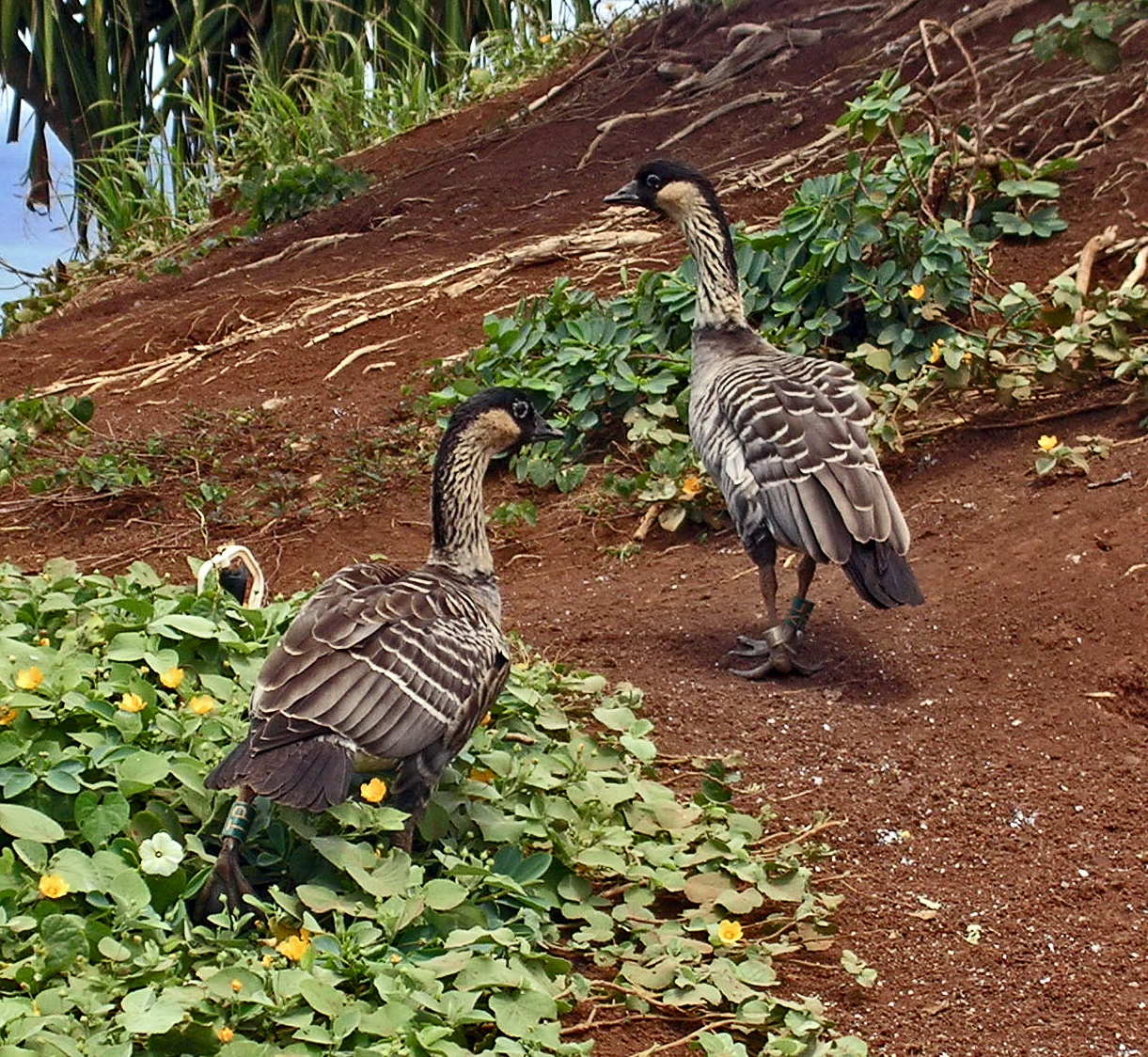

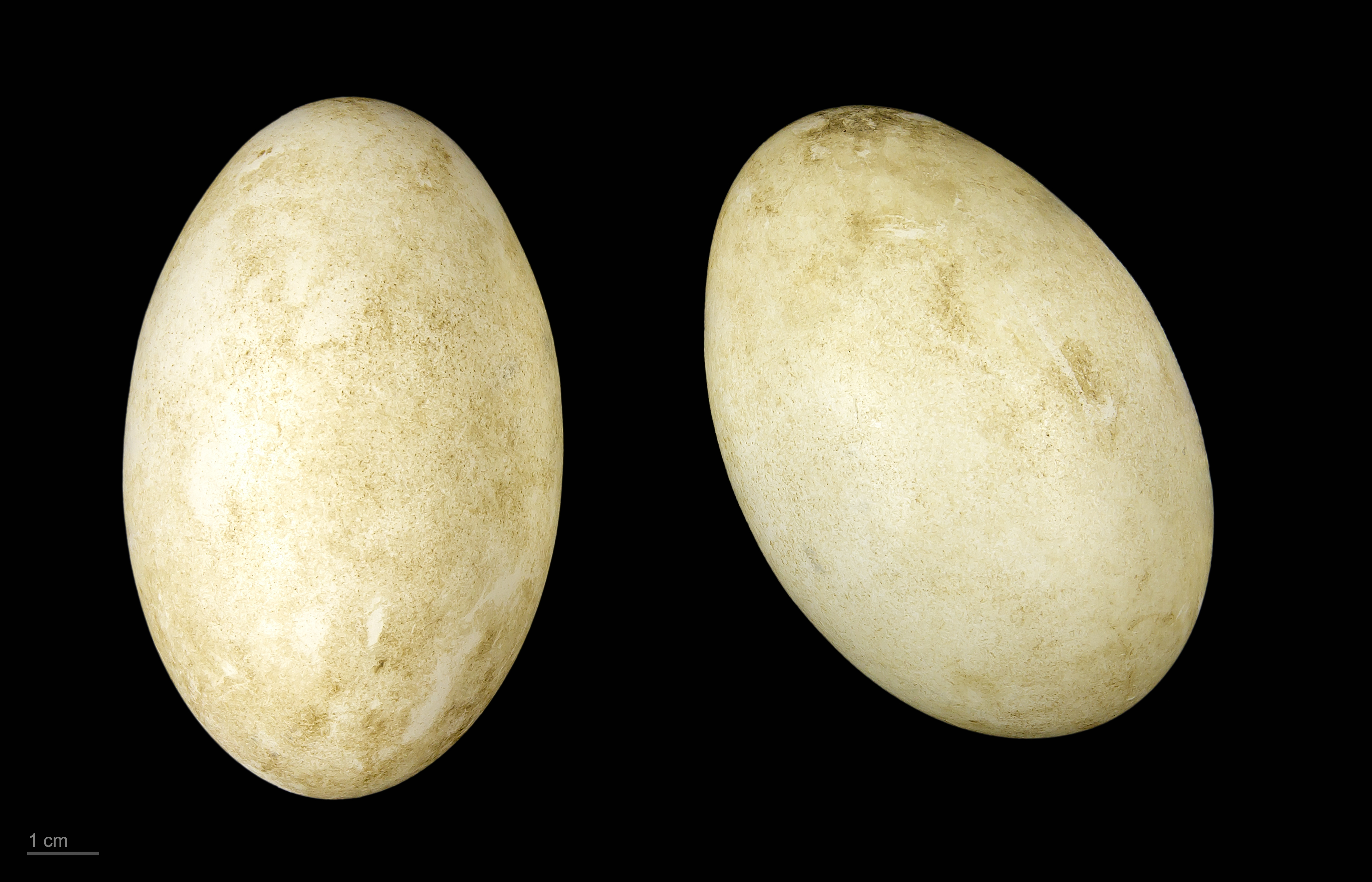
Branta sandvicensis

A hawaii lúd vagy nēnē (Branta sandvicensis) a madarak osztályának, a lúdalakúak rendjébe, ezen belül a récefélék családjába tartozó faj.
Korábban önálló nembe sorolták, a Nesochen nembe, melyet egymaga alkotott. Ekkori tudományos neve Nesochen sandvicensis volt. Mára kiderült, hogy közeli rokona a Branta nembe sorolt, úgynevezett „tengeri ludaknak”, így ma már minden rendszer oda sorolja.
A nēnē a faj polinéz eredetű neve, melyet az őslakóktól hangjának csengése után kapott.

## Elterjedése, élőhelye
Az Amerikai Egyesült Államokhoz tartozó Hawaii-szigeteken élő endemikus faj. Feltehetően a közeli rokon kanadai lúdból (Branta canadensis) származik a faj, melynek egyedeit valószínűleg egy vihar sodorta a Hawaii-szigetekre és ott az elszigetelődés miatt önálló fajjá alakult.
A hawaii-ak nagyon büszkék a madárra, ez Hawaii állam nemzeti madara.
A szigetcsoportból a legnagyobb szigeten, Hawaii szigetén (ott is elsősorban a Mauna Loa vulkán hegyoldalaiban) valamint Kauai és Maui szigetén él. Úgy tűnik az utóbbi két kisebb szigeten gyakoribb és jobb állományai vannak, mint a nagy Hawaii-szigeten.
Nem vándorló faj, egész évben ugyanott él.
A récefélék családjából ez a faj kötődik legkevésbé a vizes élőhelyekhez. Otthona a vulkanikus eredetű szigetek megszilárdult lávafolyásai, ahol nem található nagyobb vízforrás. A lávamezőkön levő talaj azonban nagyon bőségesen tartalmaz tápanyagokat és rendszeresen kap csapadékot is, emiatt bőséges növényzet él rajta. Ezeken a területeken él elsősorban a faj.
Egy közeli rokon faj a Nēnē-nui (Branta hylobadistes) is élt a Hawaii-szigeteken egykor. Ez jóval testesebb faj volt és elvesztette röpképességét. Ez korábban Maui szigetén élt, de jóval az európaiak érkezése előtt végleg kihalt. Feltehetően nem sokkal a Hawaii-szigetek polinézek általi benépesülése után pusztult ki, valószínűleg a vadászat miatt. Feltehetően az a faj előfordult Kauai és Oahu szigetén is.

## Megjelenése
Testhossza 51–71 centiméter, testtömege 1900–2200 gramm. A tojó kisebb mint a hím, de kinézetre hasonlóak.
Tollazata barnás, nyaka és feje sötétebb. A fiatal madarak tollazata hasonlít az öregekére, csak nyakuk színezete más. Nyakuk – szemben az öreg madarak sötét nyakával – szürkés fényű világosbarna.
A faj alkalmazkodott az otthonát jelentő szigetek megszilárdult lávafolyamain való életmódhoz. Emiatt a lábujjai között levő úszóhártya – a récefélék között egyedülálló módon – részlegesen visszafejlődött.
Mint minden réceféle, a hawaii lúd is elveszíti röpképességét a vedlési időszakban.

## Életmódja
A faj kizárólag a lávamezőkön növő növényzettel, elsősorban füvekkel, magvakkal és bogyókkal táplálkozik. Mivel ezek víztartalma elég magas, és szabad vízfelületet amúgy sem találna, a fajnak nincs szüksége a táplálék mellett ivóvízre.

## Szaporodása
Mint minden lúd, a Hawaii lúd is életre szóló monogám párkapcsolatban él. Szaporodási időszaka november és február között van. Tollakkal kibélelt fészkét egy talajmélyedésbe építi a tojó. Fészekalja 4–5 tojásból áll, melyeken nagyjából egy hónapig kotlik. Fiókái fészekhagyók, kikelés után rövid idővel elhagyják a fészket és szüleik felügyeletével a táplálkozóhelyekre vonulnak.
|  |  |

## Természetvédelmi helyzete
A hawaii lúd a lúdformák alcsaládjából a legritkább faj. 
Az európaiak megérkezése előtt is vadásztak a polinézek a fajra, de mivel fontos volt számukra, tettek néhány rendelkezést védelme érdekében.
A szigetcsoport felfedezésekor, 1778-ban nagyjából 25 000 egyed élhetett. A gyarmatosító európaiakkal érkezett emlős ragadozók (a Hawaii-szigeteken ezt megelőzően emlősök egy denevérfajt és a Hawaii barátfókát kivéve nem éltek a szigetcsoporton), kutyák, macskák, mongúzok valamint az elvadult disznók nagy pusztítást végeztek a faj fiatal egyedei között. A juhok és kecskék viszont elették a táplálékot a felnőtt egyedek elől. Emiatt a faj állománya összeomlott. A mélyponton, 1951-ben alig 30 egyed maradt életben.
Ezután kezdődött el a fogságban való szaporítási program (először a Hawaii-szigeteken, később az Egyesült Államokban, majd más államok állatkertjeiben is). Ez nagyon eredményes volt, a visszatelepítési munkálatok során közel 2000 fogságban nevelt ludat engedtek újra szabadon a szigeteken. A fiatal madarak nagy része azonban néhány éven belül elpusztult, a meghonosodott emlős ragadozók (bár ezeket folyamatosan irtják), az autóutakon való elgázolás, az intenzív mezőgazdasági területeken való zavarás miatt. A megmaradt egyedek azonban hamarosan költeni kezdtek és 2004-re számukat 800 vadon élő egyedre becsülték. Ezen kívül nagyjából 1000 egyede élhet különféle állatkertekben és madárparkokban világszerte.
Csekély egyedszáma ellenére a Természetvédelmi Világszövetség Vörös Listáján mindig „csak” a „sebezhető” kategóriába sorolta és sorolja jelenleg is a fajt. Azért, mert a nagyszabású program, amit a faj megmentése érdekében indítottak jól működik.

## Képek

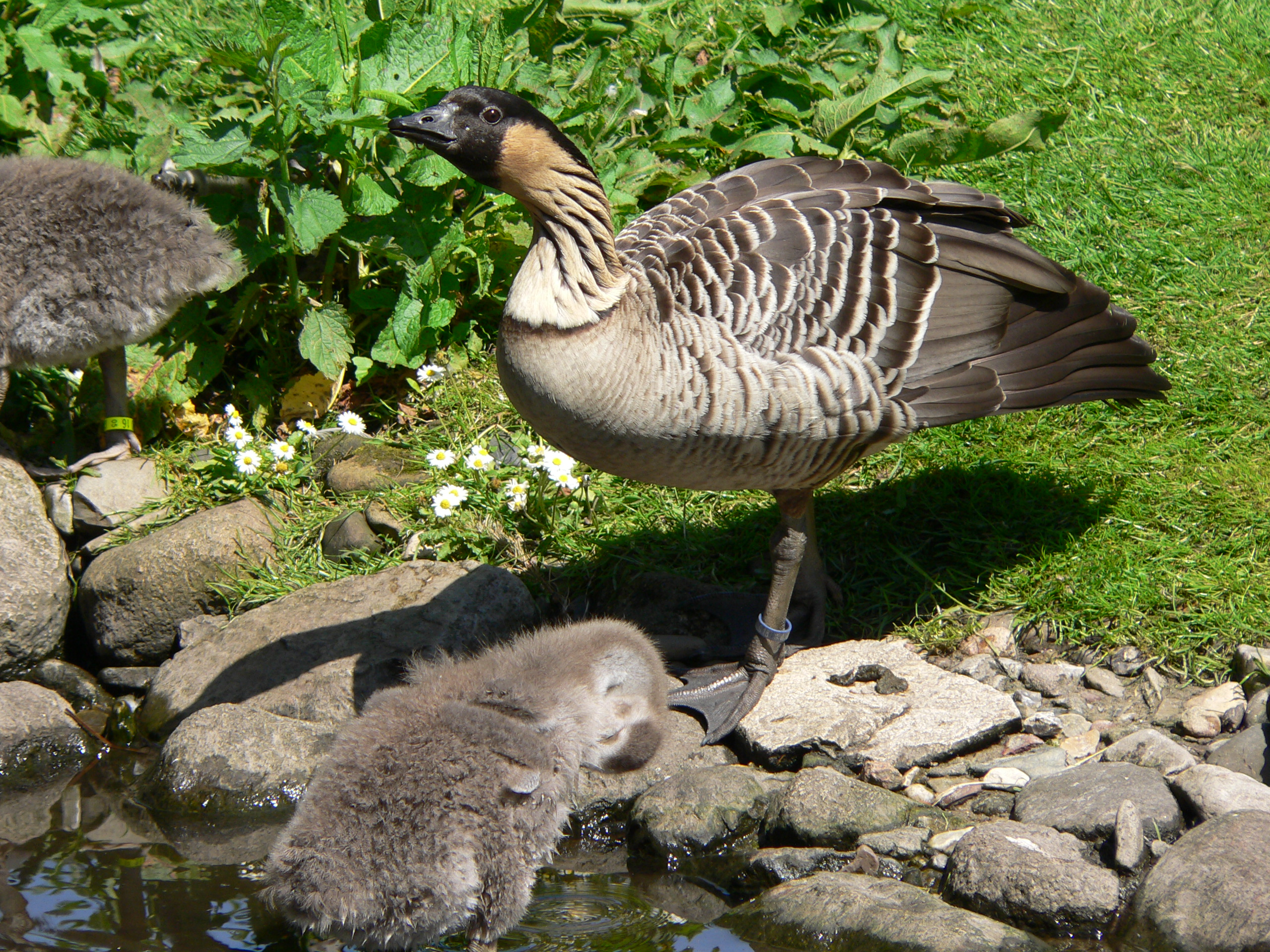
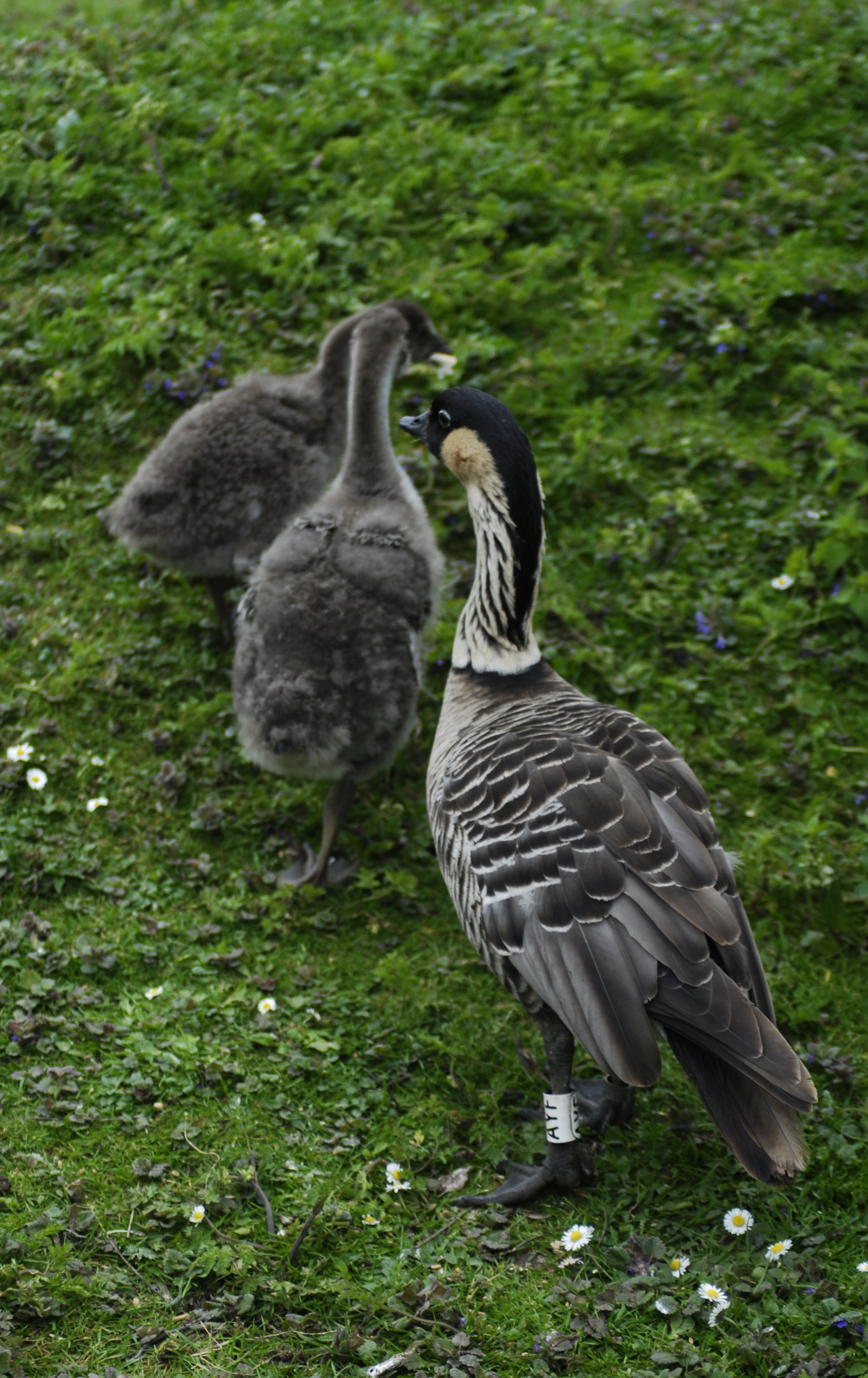
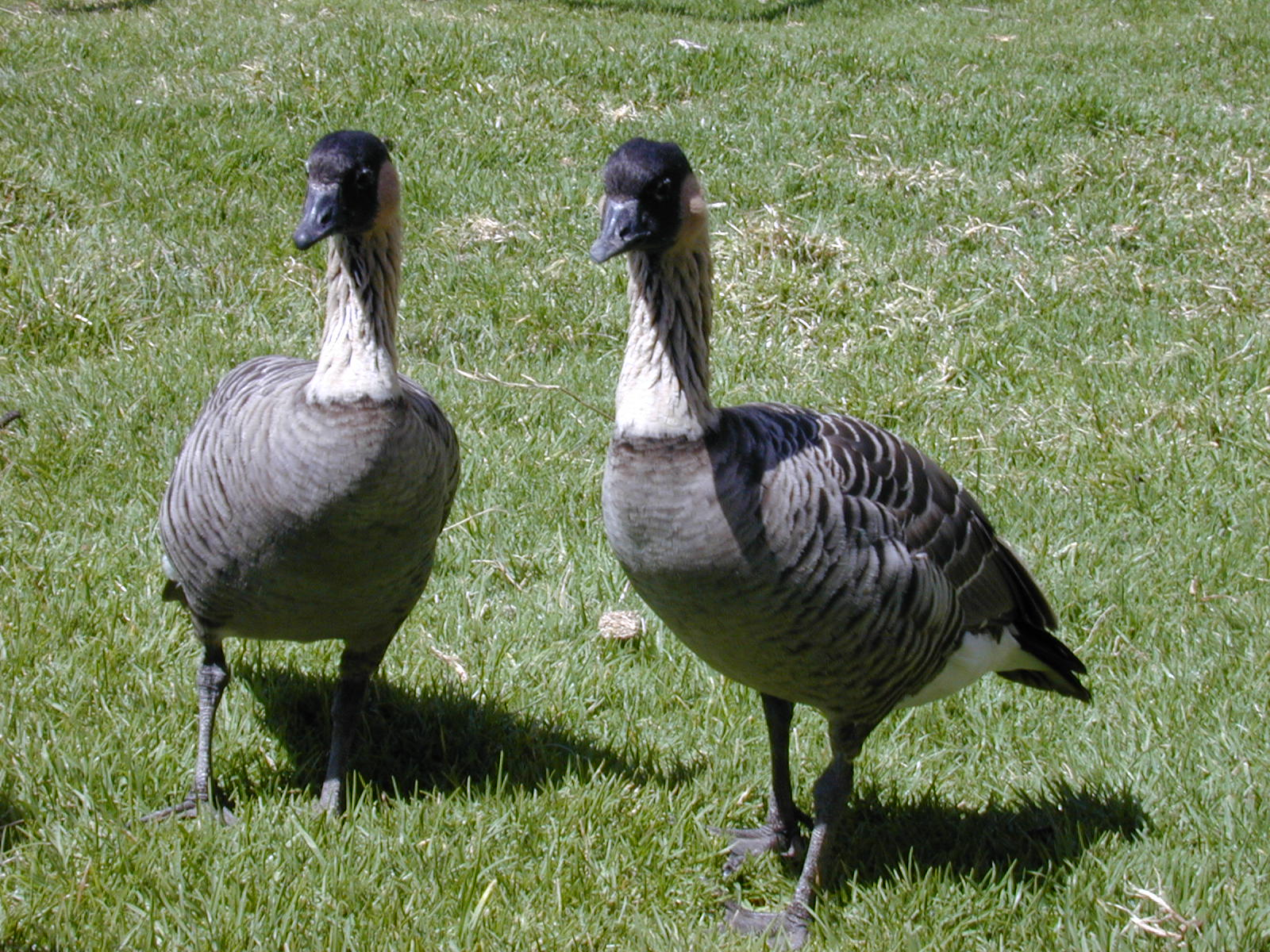
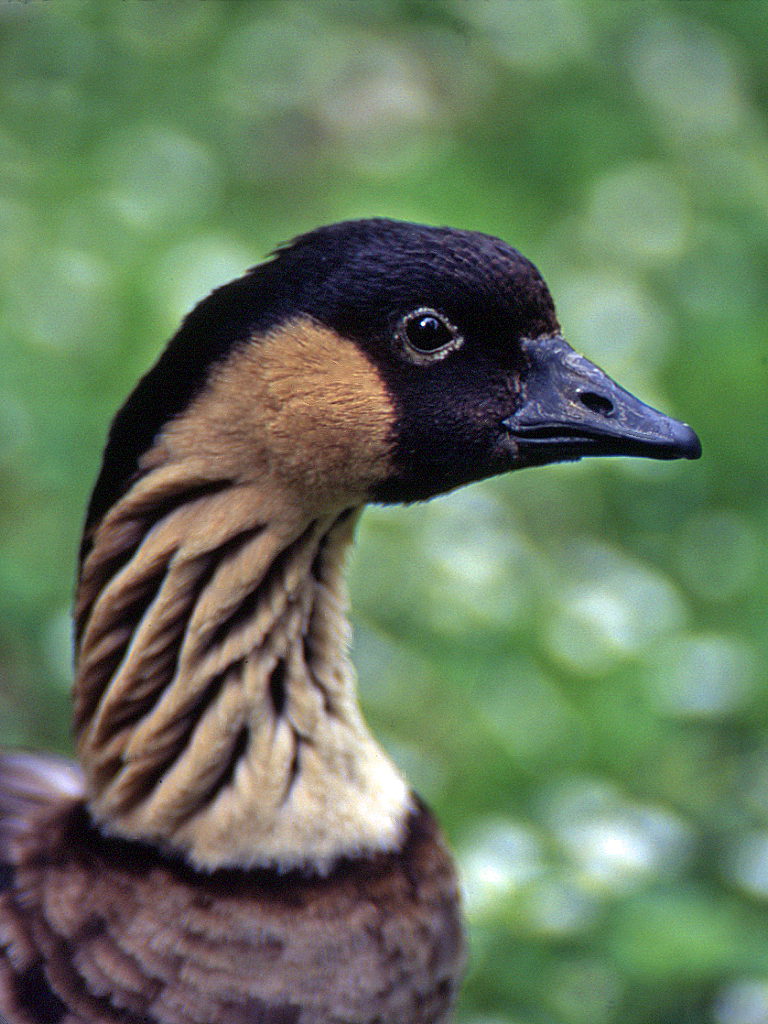
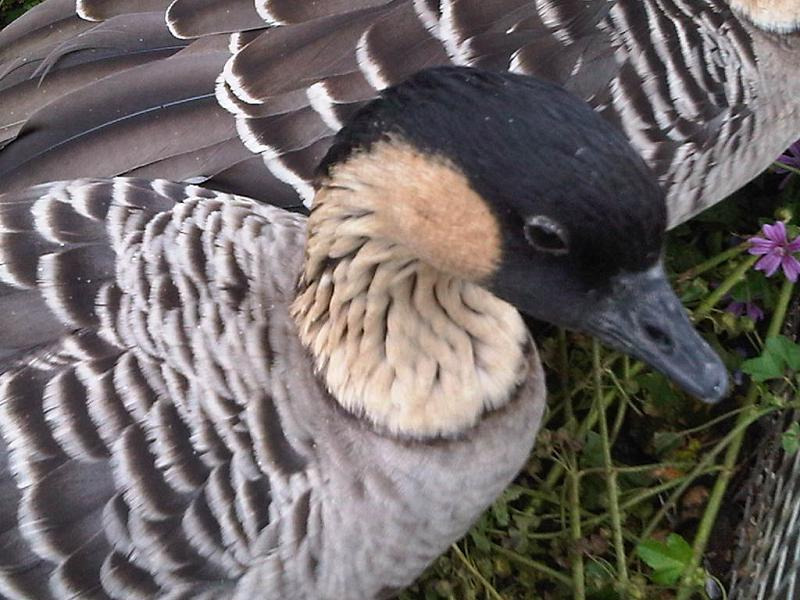
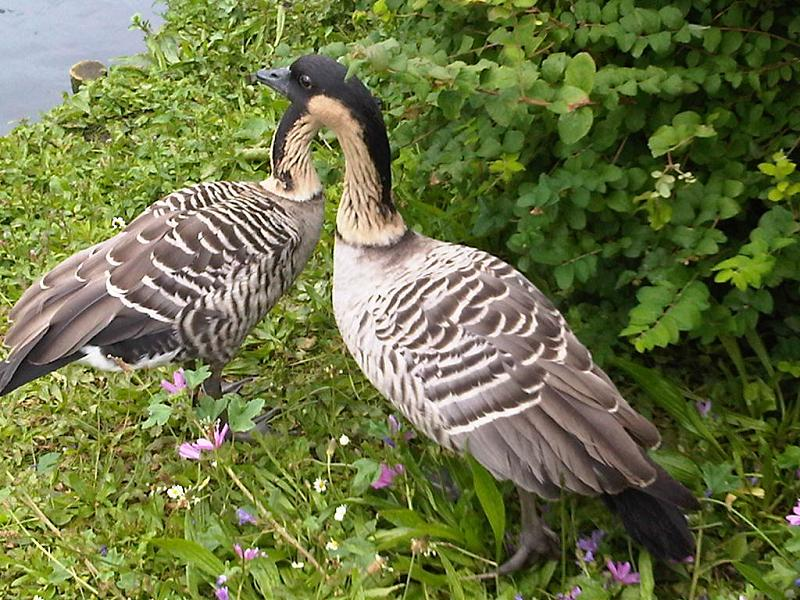

## Fordítás
- Ez a szócikk részben vagy egészben  a   Hawaiigans című német Wikipédia-szócikk ezen változatának fordításán alapul.  Az eredeti cikk szerkesztőit annak laptörténete sorolja fel. Ez a jelzés csupán a megfogalmazás eredetét és a szerzői jogokat jelzi, nem szolgál a cikkben szereplő információk forrásmegjelöléseként.